# 雑賀礼史
雑賀 礼史（さいが れいじ）は日本の小説家（ライトノベル作家）。1995年に『龍炎使いの牙』で第5回ファンタジア長編小説大賞の奨励賞を受賞しデビュー。
代表作に『召喚教師リアルバウトハイスクール』シリーズなど。同シリーズはコミック化、アニメ化もされている。

## 作品リスト
- 龍炎使いの牙（上・下）
- 召喚教師リアルバウトハイスクール
- 召喚教師リアルバウトハイスクールEX（外伝）
  - カオルーンの花嫁
  - バカが忍者(シノビ)でやってくる!
  - サムライガール「明鏡止水篇」
  - 彼女が猫になる日
  - ですぱれーと☆サマー
- リアルバウトハイスクール〈アーリー・デイズ〉（過去編・続巻）
  - ボーイ・ミーツ・サムライガール
  - ナデシコガールの挑戦
  - 雛は舞い降りた!
- ルースターズ
  - 魔法銃とアルフライラの秘宝
  - トロンプ・ルイユと幻獣の歌姫
- 真リアルバウトハイスクールXX